# Babacar Dia
Babacar Dia (Dakar, 21 aprile 1943) è un ex cestista senegalese.

## Carriera
Con il Senegal ha disputato i Giochi olimpici di Città del Messico 1968.